# پیز باکون
پیز باکون (به لاتین: Piz Bacun) یک کوه در سوئیس است که در کانتون گراوبوندن واقع شده‌است. پیز باکون ۳٬۲۴۴ متر بالاتر از سطح دریا واقع شده‌است.